# Melchior Sandmeier
Melchior Sandmeier (* 29. Juli 1813 in Seengen, Kanton Aargau; † 16. September 1854 in Wettingen) war ein Schweizer Lehrer, Natur- und Landwirtschaftslehrer, Redaktor und Autor.

## Leben und Werk
Da Sandmeiers Eltern wegen eines Hausbrandes mittellos wurden, wuchs er bei seinen Grosseltern in Meisterschwanden auf, wo er ab 1819 die Gemeindeschule besuchte.
Dem dortigen Ortspfarrer und früheren Vikar von Reinach Jakob Amsler fiel Sandmeiers Fleiss und Auffassungsgabe auf. So unterrichtete er Sandmeier mit zusätzlichen Privatstunden. Während Sandmeiers Ausbildungszeit in Schafisheim in einer Seidenbandweberei wurde er weiterhin von Amsler unterrichtet.
Anschliessend liess sich Sandmeier von 1833 bis 1835 in dem von Direktor Philipp Jakob Nabholz und Augustin Keller geleiteten Lehrerseminar Aarau zum Lehrer ausbilden. Ab 1836 unterrichtete Sandmeier in der neugegründeten Gesamtschule in Zofingen. Als erfolgreicher Lehrer wurde Sandmeier 1843 von der Regierung als Lehrer für Naturwissenschaften an das 1835 nach Lenzburg übergesiedelte Lehrerseminar berufen. Dort bestritt er den religiösen und den gesamten sprachlichen Unterricht.
1847 konnte Sandmeier am neu gegründeten kantonalen Lehrerseminar Wettingen, das im aufgehobenen Kloster Wettingen untergebracht war, in den zur Verfügung gestellten Räumlichkeiten unterrichten. Als Leiter des grossen Gutsbetriebes konnte er nun seinen naturkundlichen Unterricht mit dem landwirtschaftlichen Unterricht verbinden.
Sandmeier hielt sich im Sommer 1847 zur Weiterbildung an der land- und forstwirtschaftlichen Akademie in Hohenheim auf, die er im September gleichen Jahres mit Erfolg abschloss. Wieder am Lehrerseminar, hielt er sein Wissen in verschiedenen Publikationen fest. So verfasste er das Lehrbuch der gesamten Landwirtschaft, das erste, das in der deutschen Schweiz erschien, sowie ein zweibändiges Lehrbuch der Naturkunde. Zudem war Sandmeier Aktuar und Redaktor der von der aargauischen Gesellschaft herausgegebenen Zeitschrift Mitteilung über Haus-, Land- und Forstwirtschaft für die Schweiz.
Bei den ansässigen Bauern genoss Sandmeier grossen Respekt, und die aargauische landwirtschaftliche Gesellschaft ehrte Sandmeier 1852 durch die Wahl in ihren Vorstand. Die aargauische Regierung ernannte Sandmeier im gleichen Jahr zum Mitglied eines Ausschusses, dem sie die Bearbeitung eines neuen Schulgesetzes übertragen hatte.
Sandmeier heiratete 1841 die aus Aarau stammende Margaretha Caroline, geborene Marti (1819–1891). Zusammen hatten sie sechs Kinder. Einen Tag nach der Geburt des jüngsten Kindes Traugott Sandmeyer verstarb Melchior Sandmeier an einem chronischen und nicht zu heilenden typhösen Augenleiden. Seine letzte Ruhestätte fand Sandmeier auf dem evangelischen Friedhof in Baden.